# Brooklyn Navy Yard
Brooklyn Navy Yard (oficjalnie New York Navy Yard) – państwowa amerykańska stocznia okrętowa w Nowym Jorku, należąca do amerykańskiej marynarki wojennej, jedna z trzech największych amerykańskich stoczni w okresie międzywojennym i II wojny światowej, wyposażona i wyspecjalizowana w budowie największych okrętów, w tym pancerników i lotniskowców.

## Historia
W latach 30. XX w. dwie znajdujące się w stoczni pochylnie, zostały przedłużone celem umożliwienia budowy pancerników typu North Carolina. Po modernizacjach, w 1947 roku w stoczni znajdowały się dwie duże pochylnie, sześć zbudowanych w latach 1851–1942 suchych doków oraz 53 budynki produkcyjne.
Stocznia wyposażona była wówczas w pochylnie umożliwiające budowę największych super-pancerników typu Montana oraz lotniskowców typu Midway. Wcześniej zbudowała m.in. zatopiony później w Pearl Harbor pancernik USS „Arizona” (BB-39). W latach 1940–1945 stocznia zwodowała okręty o łącznej wyporności 238 231 ton, co stanowiło drugi pod względem wielkości – po Philadelphia Naval Shipyard – zwodowany tonaż wśród należących do marynarki stoczni państwowych. Wśród zbudowanych w stoczni okrętów znajdowały się cztery lotniskowce, osiem okrętów desantowych oraz dwa pancerniki typu Iowa. W trakcie wojny stocznia przeprowadziła także remonty ponad 5 tys. okrętów. W szczycie produkcji w 1944 roku stocznia zatrudniała 58 tys. pracowników
Stocznia nosiła oficjalną nazwę New York Navy Yard, w związku jednak ze swoją lokalizacją na terenie nowojorskiego Brooklynu, powszechnie znana była pod nazwą Brooklyn Navy Yard. Lokalizacja zajmującej powierzchnię 195 akrów (79 hektarów) stoczni w zatłoczonej części miasta z bardzo wysokimi cenami nieruchomości, spowodowała że przedsiębiorstwo pozbawione było możliwości rozwoju i stocznia została ostatecznie zamknięta w 1966 roku.